# Fumbling Towards Ecstasy
Fumbling Towards Ecstasy fra 1993 er det tredje studiealbum fra den canadiske sanger og sangeskriver Sarah McLachlan.
Alle numrene er skrevet af McLachlan selv, på nær Fumbling Towards Ecstasy, der er skrevet af hende og Pierre Marchand, der også har produceret albummet.
Nummeret "Possesion" er skrevet ud fra en besat fan's synspunkt. En fan af Sarah McLachlan ved navn Uwe Vandrei sagsøgte hende, fordi han mente, at hun havde skrevet sangen ud fra de breve han havde sendt hende. Sagen kom aldrig for retten, da man i 1994 fandt Vandrei død i sin lejlighed efter selvmord. 

## Indhold
1. "Possession" – 4:39
2. "Wait" – 4:09
3. "Plenty" – 4:05
4. "Good Enough" – 5:03
5. "Mary" – 3:55
6. "Elsewhere" – 4:44
7. "Circle" – 3:43
8. "Ice" – 3:54
9. "Hold On" – 4:09
10. "Ice Cream" – 2:44
11. "Fear" – 3:59
12. "Fumbling Towards Ecstasy" – 9:49 (inkludere et flere minutterlangt stykke efterfulgt af et hemmeligt nummer – en klaverversion af "Possesion")
13. "Blue" (Kun på den japanske udgave. Et Joni Mitchell cover)